# Cenaia
Cenaia (già Cenaria) è una frazione del comune italiano sparso di Crespina Lorenzana, nella provincia di Pisa, in Toscana.

## Storia
Il borgo di Cenaia è citato per la prima volta in un documento pisano del 12 ottobre 1120, dove è attestata la presenza di un castello e di una chiesa dedicata a Sant'Andrea, quest'ultima poi ricordata in un altro atto del 5 febbraio 1193 con le località di Miliano, Pugnano e Meletro. Il 13 giugno 1356 la chiesa con tutto il borgo fu unito alla pieve di Miliano e Leccia, oggi scomparsa. Nel 1276 sono ricordati i lavori di ingegneria idraulica effettuati nell'allora palude di Cenaia per la creazione di canali e fossi.
Nel XIX secolo iniziò a svilupparsi, a est del nucleo medievale, una borgata agricola, che incrementò la propria popolazione tanto che fu realizzata una moderna chiesa parrocchiale, in sostituzione della perduta chiesetta di Sant'Andrea, forse inglobata nelle strutture della tenuta nobiliare tra il XVI e il XVI secolo. Nel 1871 la frazione contava 938 abitanti, e dieci anni dopo era già arrivata a 1 027. Nel corso dell'ultimo secolo, il paese ha poi conosciuto uno sviluppo urbanistico notevole, rendendolo di fatto il centro abitato più popoloso del comune.
Storicamente frazione di Crespina, dal 1º gennaio 2014 è confluito nel nuovo comune di Crespina Lorenzana.

## Monumenti e luoghi d'interesse

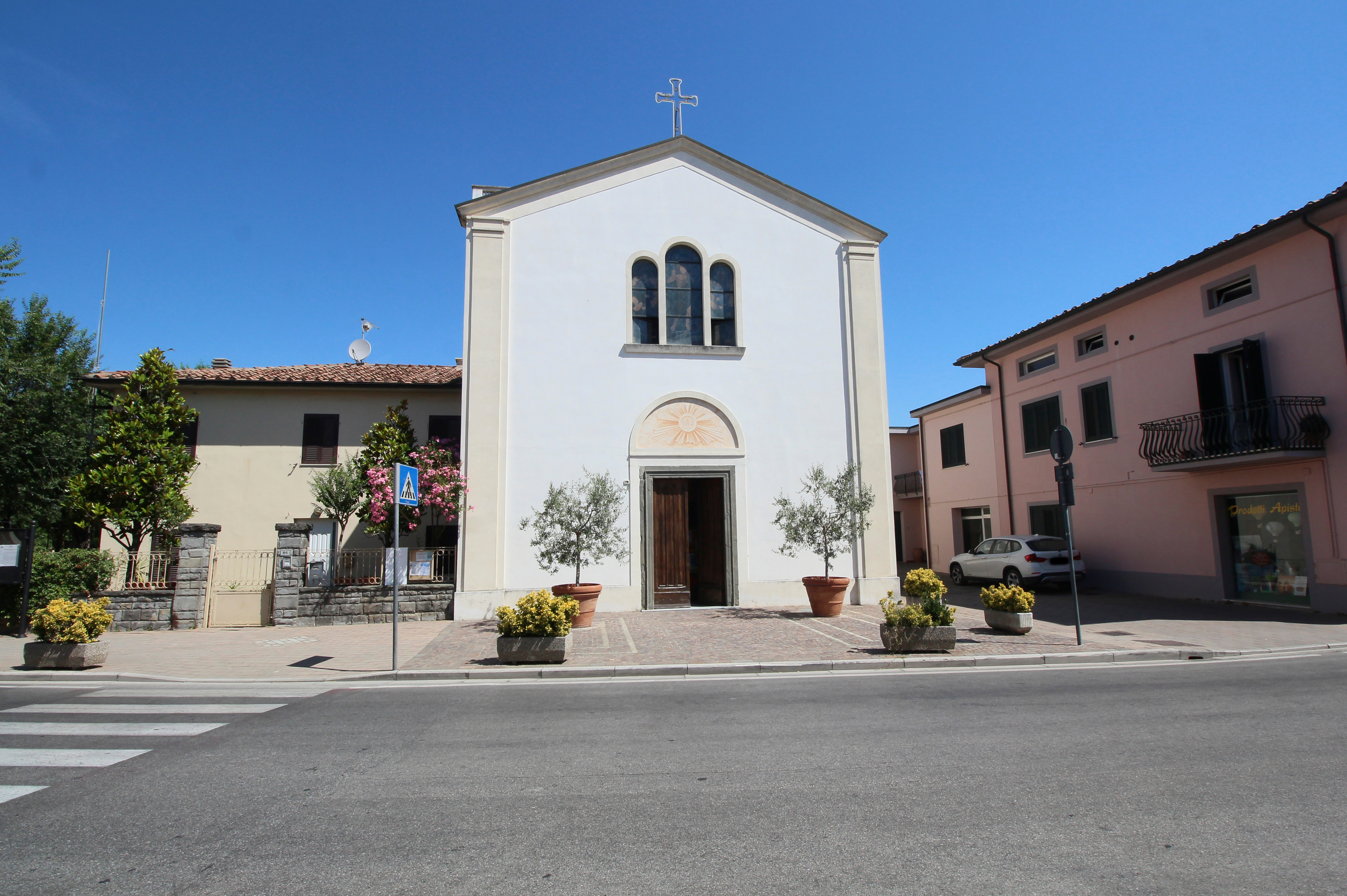
La chiesa parrocchiale di Sant'Andrea Apostolo

- Chiesa di Sant'Andrea Apostolo, chiesa parrocchiale della frazione, è andata a sostituire l'antica chiesa alto-medievale di Cenaia Vecchia, oggi inglobata nel complesso architettonico della tenuta Torre a Cenaia. La moderna chiesa fu realizzata nel 1844, con parrocchia eretta nel luglio 1835.[3]

- Tenuta Torre a Cenaia, vasta tenuta sorta a partire dal XVI secolo, grazie agli incentivi del granduca Cosimo I de' Medici per lo sfruttamento e il ripopolamento di queste terre. La tenuta fu proprietà di numerose casate nobili, tra cui si ricordano i Pitti, i Bartolini Salimbeni e i Valery. Attualmente la tenuta dispone di 30 ettari di vigneti per la produzione del vino.[3][5]
  - Casa turrita, nucleo originario del castello alto-medievale di Cenaja, si presenta come una villa-fattoria seicentesca, che è andata probabilmente ad inglobare la chiesa di Sant'Andrea del XII secolo, da cui spicca la caratteristica torre merlata che dà il nome alla tenuta.[3][5]
  - Villa Valery, imponente villa padronale edificata nel 1879 dai conti Valery, in stile neorinascimentale, è circondata da un elegante giardino all'italiana fatto realizzare dai medesimi conti.[3][5]

## Geografia antropica
Il paese moderno di Cenaia era noto precedentemente con il nome di Cenaja Nuova, in quanto sviluppatosi poco più a ovest del nucleo originario medievale, costituito dalla storica tenuta, noto come Cenaja Vecchia.
Intorno al paese vero e proprio sorgono numerose altre località, come le borgate di Le Lame e Lavoria, quest'ultima importante area artigianale del comune, e gli agglomerati di Le Tane, Migliano e Volpaia.

## Infrastrutture e trasporti
Cenaia possiede uno svincolo lungo la Strada di grande comunicazione Firenze-Pisa-Livorno, presso la località artigianale di Lavoria. Il paese è inoltre attraversato dalla strada provinciale 12 delle Colline, che collega Vicarello e Valtriano a ovest con Perignano e Ponsacco a est.

## Sport
A Cenaia ha sede la società calcistica S.C. Cenaia, compagine che nella stagione 2024-25 milita nel campionato di Eccellenza Toscana. Le partite casalinghe vengono giocate presso lo Stadio Vittorio Pennati.